# Kinosternon cruentatum
Kinosternon cruentatum är en sköldpaddsart som beskrevs av  Duméril, Bibron och Duméril 1851. Kinosternon cruentatum ingår i släktet Kinosternon, och familjen slamsköldpaddor.

## Underarter
Arten delas in i följande underarter:
- K. c. cruentatum
- K. c. consors

## Utbredning
Arten finns i Centralamerika och i nordvästra Sydamerika.